# Mychajło Sonewycki
Mychajło Sonewycki, wzg. Michał Soniewicki (ukr. Михайло Соневицький; ur. 19 listopada 1837 w Repużyńcach, zm. 23 sierpnia 1910) – rusiński duchowny greckokatolicki, profesor-katecheta, pedagog.

## Życiorys
Był synem Mikołaja (1812–1880), również duchownego greckokatolickiego, autora satyrycznego poematu Myszeida drukowanego we Lwowie w latach 1860–1861, i Eufrozyny (1817–1855). Szkołę skończył 28 lipca 1857 r. w Stanisławowie. Święcenia kapłańskie otrzymał 3 kwietnia 1864 r. W latach 1864–1907 był profesorem w C. K. Gimnazjum w Brzeżanach, wykładając religię greckokatolicką. W 1889 roku po odejściu na emeryturę dyrektora Mateusza Kurowskiego pełnił krótko funkcję jego zastępcy. W podziękowaniu za zasługi dla Kościoła 3 lipca 1896 roku papież Leon XIII mianował go szambelanem papieskim.
Był żonaty z Karoliną Wanczycką (1846–1900). Mieli czworo dzieci: Jarosławę, Teodora, Mariana i Włodzimierza. Teodor (1870–1937) był lekarzem, pracował w Borszczowie, Żabiu na Huculszczyźnie i Starym Samborze, a także w Pradze jako lekarz wojskowy podczas I wojny światowej.
Pochowany na cmentarzu w Brzeżanach.